# Lorenzo Gergati
Lorenzo Gergati (Varese, 31 ottobre 1984) è un ex cestista italiano, di ruolo playmaker-Guardia.
Cresciuto nel vivaio della Pallacanestro Varese, ha esordito tra i professionisti nella Nuova Pallacanestro Vigevano nel 2002 in serie B.

## Carriera

### Club
Figlio di Pierangelo e nipote di Giuseppe, giocatori professionisti di Varese, Cantù e Milano, fratello di Francesco, nel 2004 approda in A nella Pallacanestro Biella (l'esordio in campo è del 3 ottobre 2004 nella partita Viola Reggio Calabria-Angelico Biella vinta da Reggio Calabria 91-75). Dopo due anni a Biella, nella stagione 2006-07 ha giocato a Pavia come sostituto del play italo-argentino Maximiliano Stanic.
Nella stagione 2007-08 torna in Serie B1 e trascina il Lumezzane.
Nel 2008 il nuovo coach di Varese Stefano Pillastrini punta forte su di lui e lo richiama per giocare la Legadue.
Il suo ruolo sarà soprattutto quello di guardia visto che il roster biancorosso nel ruolo di playmaker ha già in rosa l'ex-NBA Randy Childress e l'altro varesino già play della nazionale Marco Passera.
Approda alla neonata Basket Brescia Leonessa nella stagione 2010-11, dove rimarrà due anni a cavallo tra la Serie A Dilettanti e la Legadue,prima di approdare alla PMS Torino, guidata da Stefano Pillastrini, in Divisione Nazionale A che contribuirà a vincere con 439 punti in 38 partite.
Nell'estate 2015 passa alla Pallacanestro Mantovana
Nella stagione successiva, complice la partenza di Klaudio Ndoja diventa ufficialmente il nuovo capitano degli Stings per la stagione 2016-17. Il 28 novembre 2017 rescinde il suo contratto con la società virgiliana per firmare con il Derthona Basket.

### Nazionale
In Nazionale ha fatto tutta la trafila delle selezioni giovanili. In Nazionale Maggiore approda in alcuni raduni del 2007.

## Vita privata
Il 20 dicembre 2012 sposa Ariadna Romero con il rito civile; il rito religioso è stato celebrato il 7 luglio 2013 a Cuba. Dopo un paio di anni di matrimonio la coppia si separa.

## Palmarès
- Legadue: 1

Pallacanestro Varese: 2008-2009
- Campione d'Italia Dilettanti: 3

Brescia Leonessa: 2011
PMS Torino: 2013, 2015
- Coppa Italia LNP: 1

Derthona Basket: 2018
- Coppa Lombardia: 1  Robur Basket Saronno: 2022